# لهرمن (دهانه)
لهرمن یک دهانه برخوردی در ماه است.

## دهانه‌های اقماری
این دهانه ۷ دهانه اقماری دارد.
| Lohrmann | عرض جغرافیایی | طول جغرافیایی | قطر          |
| -------- | ------------- | ------------- | ------------ |
| A        | ۰٫۷° S        | ۶۲٫۷° W       | ۱۲٫۰ کیلومتر |
| B        | ۰٫۷° S        | ۶۹٫۴° W       | ۱۴٫۰ کیلومتر |
| E        | ۱٫۷° S        | ۶۷٫۴° W       | ۱۰٫۰ کیلومتر |
| D        | ۰٫۱° S        | ۶۵٫۲° W       | ۱۱٫۰ کیلومتر |
| F        | ۱٫۴° S        | ۶۹٫۱° W       | ۱۱٫۰ کیلومتر |
| M        | ۰٫۵° S        | ۶۸٫۹° W       | ۷٫۰ کیلومتر  |
| N        | ۰٫۶° S        | ۷۰٫۱° W       | ۸٫۰ کیلومتر  |